# Alessandro Pelletta di Cortanzone
Alessandro Pelletta di Cortanzone (1803 – 1882) è stato un politico italiano.

## Biografia
Fu Deputato del Regno di Sardegna nella I legislatura, eletto nel collegio di Intra.